# Campeonato Paulista de Voleibol Masculino de 2017
O  Campeonato Paulista de Voleibol Masculino de 2017 foi a 45ª edição desta competição organizada pela Federação Paulista de Voleibol. Foi disputada entre os dias 09 de agosto e 07 de outubro. O Taubaté conquistou pela quarta vez o título da competição, ao vencer na final o Corinthians.

## Participantes
Participaram do torneio nove equipes provenientes de nove municípios paulistas (São Paulo, São Bernardo do Campo, Atibaia, Santo André, Campinas, Guarulhos, Itapetininga, Ribeirão Preto e Taubaté) .

## Sistema de disputa
Na primeira fase, todas as equipes jogam entre si em turno único. O melhor colocado avança diretamente para a semifinal. Nas quartas de final, o 2º colocado enfrenta o 7º, o 3º enfrenta o 6º e o 4º enfrenta o 5º em dois jogos, o primeiro, na casa do time com pior campanha na primeira fase. A equipe que vencer os dois jogos garante a vaga na final. Caso haja um vencedor em cada partida, haverá a realização de um set extra (golden set) após o término do segundo duelo para definir o classificado.
Na semifinal, o melhor colocado na primeira fase enfrenta o vencedor do duelo entre o 4º e 5º colocado. E o classificado da decisão entre o 2º e 7º enfrenta o vencedor entre 3º e 6º em melhor de duas partidas. Os vencedores fazem a final da competição, também na melhor de duas partidas, com disputa de golden set (se necessário).

## Final
| Data   | Hora  |             | Placar |             | Set 1 | Set 2 | Set 3 | Set 4 | Set 5 | Total | Relatório |
| ------ | ----- | ----------- | ------ | ----------- | ----- | ----- | ----- | ----- | ----- | ----- | --------- |
| 04 Out | 21:30 | Taubaté     | 3–1    | Corinthians | 25–21 | 25–19 | 23–25 | 25-16 |       | 98–65 | 98–81     |
| 07 Out | 21:00 | Corinthians | 2–3    | Taubaté     | 25-21 | 19-25 | 25-21 | 24-26 | 11-15 | 104–0 | 104-108   |